# Heavy Rescue: 401
Heavy Rescue: 401 é uma série de televisão canadense que mostra o dia a dia de resgates de caminhões na Região Metropolitana de Toronto. Diversas companhias especializadas em resgates dessas dimensões realizam essa tarefa árdua com o apoio da Polícia Provincial de Ontário, Ministério dos Transportes de Ontário e com a polícia local de York.

Em geral, a causa dos acidentes é a condição climática da região, fortemente castiga por violentas nevascas, chuva congelada e tempestades. E devido ao rápido congestionamento que se forma, os resgates devem ser o mais breve possível.

## Produção
O principal cenário da série é Autoestrada 401 e suas ramificações. Considerada a estrada mais movimentada da América do Norte com uma vazão de 420 000 veículos por dia. É uma importante via de escoamento para o comércio internacional tanto de produtos fabricados em Ontário como de circulação de pessoas.

## Temporadas
| Temporada | Temporada | Episódios | Exibição original     | Exibição original       |
| Temporada | Temporada | Episódios | Estreia da temporada  | Final da temporada      |
| --------- | --------- | --------- | --------------------- | ----------------------- |
|           | 1         | 09        | 10 de outubro de 2016 | 28 de fevereiro de 2017 |
|           | 2         | 10        | 2 de janeiro de 2018  | 6 de março de 2018      |

Na Netflix os episódios foram disponibilizados de forma integral. Sendo a segunda temporada disponibilizada dia 22 de junho de 2018

### Primeira Temporada
| Episódio # | Título                   | Estreia original        |
| --- | ------------------------ | ----------------------- |
| 1 | "Estado de choque"       | 10 de outubro de 2016   |
| Uma batida entre carretas gera caos na via. Uma tempestade deixa uma operação ainda mais tensa. É preciso correr para tirar uma carreta derrapada.                    |                          |                         |
| 2 | "Zona de guerra"         | 3 de janeiro de 2017    |
| Um acidente com 40 veículos trava o trânsito no norte de Toronto e leva os operadores de resgate de várias empresas para uma “zona de guerra”.                        |                          |                         |
| 3 | "Ao nosso redor"         | 17 de janeiro de 2017   |
| Uma tempestade coloca os motoristas em perigo. Um caminhão tombado causa confusão na via. Um batida feia gera grandes problemas para os operadores de resgate.        |                          |                         |
| 4 | "Tudo pode acontecer"    | 24 de janeiro de 2017   |
| Uma carreta bate em um prédio e condena toda a estrutura. Os operadores de resgate James e Bubba vão precisar andar com cuidado.                                      |                          |                         |
| 5 | "Uma carga problemática" | 31 de janeiro de 2017   |
| Um novato precisa dominar o guindaste. A equipe de Gary luta para impedir que um semirreboque se parta. James corre um grande risco na 401.                           |                          |                         |
| 6 | "Guarda de honra"        | 7 de fevereiro de 2017  |
| Gary tira folga, e Kyle fica à frente de uma equipe. Dois rivais juntam forças para resolver um acidente. Um semirreboque de cabeça para baixo causa um grande risco. |                          |                         |
| 7 | "Nervos de aço"          | 14 de fevereiro de 2017 |
| James e sua equipe trabalham sob uma nevasca. Kevin enfrenta uma tarefa que parece impossível. A equipe de Herb luta contra o gelo.                                   |                          |                         |
| 8 | "Do meu jeito"           | 21 de fevereiro de 2017 |
| Uma tempestade inesperada leva Steve e Sonny ao limite. John precisa limpar algo incomum. Gary e a equipe tentam a sorte.                                             |                          |                         |
| 9 | "Mundos diferentes"      | 28 de fevereiro de 2017 |
| Os operadores de Heavy Rescue e a equipe da Highway Thru Hell falam sobre como é trabalhar nas montanhas da Colúmbia Britânica e nas rodovias de Ontário.             |                          |                         |

### Segunda Temporada
| Episódio # | Título                         | Estreia original        |
| --- | ------------------------------ | ----------------------- |
| 1 | "Basta um segundo"             | 2 de janeiro de 2018    |
| A caçamba de um caminhão fica presa em um viaduto. A carroceria de um caminhão quebra bem no meio. Uma operação de resgate é um teste decisivo para um jovem trabalhador. |                                |                         |
| 2 | "Caos total"                   | 9 de janeiro de 2018    |
| Famílias isoladas em um engavetamento de 100 carros são motivo de muita tensão para Steve e Sonny. A polícia ajuda numa missão médica. Kevin precisa usar um canivete.    |                                |                         |
| 3 | "Anjo da guarda"               | 16 de janeiro de 2018   |
| Um acidente com carretas em um túnel não permite erros dos operadores de resgate. Mark banca o anjo da guarda. Um carregamento de cerveja ameaça explodir.                |                                |                         |
| 4 | "Estrada no inferno"           | 23 de janeiro de 2018   |
| James e Kevin enfrentam o mau tempo -- e grandes desastres -- durante uma tempestade de vento. A equipe de Gary luta com um caminhão-tanque capotado.                     |                                |                         |
| 5 | "Onde há fumaça..."            | 30 de janeiro de 2018   |
| Uma colisão entre duas carretas leva a uma tragédia. Um carregamento de madeira tomba na rodovia 401. Sonny vê um caminhão prestes a explodir em chamas.                  |                                |                         |
| 6 | "Não foi uma batida qualquer"  | 6 de fevereiro de 2018  |
| Uma van arrebenta um muro, invade a autoestrada e colide com uma carreta. Uma carreta fica em uma situação complicada por conta de uma nevasca.                           |                                |                         |
| 7 | "Sabor de vitória"             | 13 de fevereiro de 2018 |
| Gary trabalha sozinho em meio a uma chuva congelante. A polícia tenta evitar um possível desastre, e um carro mergulha num rio congelado.                                 |                                |                         |
| 8 | "Uma noite que não acaba mais" | 20 de fevereiro de 2018 |
| Uma forte tempestade força uma maratona de reboques exaustiva. A polícia lida com um acidente potencialmente tóxico.                                                      |                                |                         |
| 9 | "Perigo à vista"               | 27 de fevereiro de 2018 |
| James e a polícia tentam desobstruir a estrada atravessada por um caminhão-tanque. Steve socorre uma carreta tombada. A equipe de Ross enfrenta um desafio difícil.       |                                |                         |
| 10 | "Em apuros"                    | 6 de março de 2018      |
| Kevin se prepara para lidar com um acidente gigantesco. Gary e Collin encaram o desafio de um tombamento difícil. Sonny tem a oportunidade de aprender algo no trabalho.  |                                |                         |